# Fehéren fekete, feketén fehér
A Fehéren fekete, feketén fehér az Animal Cannibals nevű magyar rapegyüttes debütáló nagylemeze. Megjelent CD-n és műsoros kazettán. 1996-ban aranylemez lett (több, mint 25,000 eladott hanghordozó után). Az albumról 3 videóklip készült, a "Takarítónő", az "Ülünk a vonaton" és a "Yozsefváros" című dalokra.

## Az album dalai
1. Takarítónő
2. Enimöl Kennibölsz (közjáték)
3. Állat Kannibálok
4. Gyűlöllek te hájpacni!
5. F.F.F.F.
6. Gettó gyerekek
7. Az évszázad bűnügye (közjáték)
8. Kezeketamagasba
9. Ne menj, ha H.I.V. a lány
10. Egy telepi srác napja
11. Ülünk a vonaton
12. Buli vonal (közjáték)
13. Neked ez így Yo?
14. Átlagos genkszter
15. Hagyományos raplemez (közjáték)
16. Kapd ki a hajam
17. Yozsefváros
18. Tudod az élet szép
19. Takarítónő (Felmosó rongy remiksz)

A "Takarítónő", a "Takarítónő (Felmosó rongy miksz)", az "Állat Kannibálok" és a "Kezeketamagasba" című dalok azonos verziója már korábban megjelent a Takarítónő című kislemezen 1995 tavaszán.

A "Yozsefváros", "Kezeketamagasba" és a "Ne menj, ha H.I.V. a lány" című dalokból később remixek is készültek, amelyek a Yozsefváros című kislemezen szerepelnek.

Az "Ülünk a vonaton" című dalt a "Szabadesés" nevű zenekar kíséri. Erre a dalra 1998-ban készült remix, az akkor megjelent "Remiksz" című albumra.

## Közreműködő zenészek
- Deseő Balázs - szintetizátorok, sampler
- Horváth András - basszusgitár (Ülünk a vonaton)
- Horváth 'Tojás' Gábor - zongora (Ülünk a vonaton)
- Török Péter - gitár (Ülünk a vonaton)
- Micheller Myrtill - vokál (Ne menj, ha H.I.V. a lány)
- Fajkis Csilla, Maroshévizi Rita - vokál (Kapd ki a hajam)